# Karl Weiß (Fotograf)
Karl Weiß (* 4. Februar 1876 in Buchen (Odenwald); † 6. Mai 1956 ebenda) war ein deutscher Fotograf und Grafiker in Buchen im badischen Odenwald.

## Familie
Karl Weiß war das erste von vier Kindern des aus Eppingen stammenden Schreinermeisters Karl Weiß sen. (* 16. Juni 1851 in Eppingen; † 1912) und seiner Ehefrau Maria Anna geb. Christ (1849–1913) aus Buchen. Karl Weiß sen. betrieb seit 1874 eine Schreinerei in Buchen, wo sein Sohn ebenfalls eine Schreinerausbildung machte. Die Werkstatt befand sich an der heutigen Dr.-Konrad-Adenauer-Straße 4.

## Fotoatelier

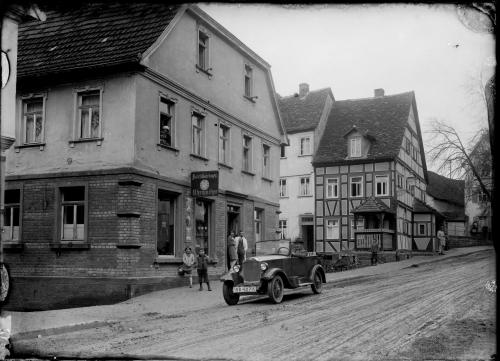
Foto von Karl Weiß: Vorstadtstraße 29–33 in Buchen (um 1930)

Bevor das Fotoatelier Karl Weiß & Sohn im Jahr 1894 gegründet wurde, ließen sich die Einwohner von Buchen bei dem Fotografen Martin Hofert (1831–1893) in Bödigheim ablichten. Da Hofert keinen Nachfolger fand, entstand nach dessen Tod Bedarf für ein Fotoatelier. Vater und Sohn Weiß fassten den Entschluss, ihrer Schreinerwerkstatt ein Fotoatelier anzugliedern. Deshalb machte Karl Weiß jun. in Karlsruhe beim Hofphotograph Schuhmann eine Fotografenausbildung. Gleichzeitig besuchte er Kurse an der Kunstgewerbeschule Karlsruhe, wo er sich im Zeichnen bildete. Im April 1894 genehmigte das Bezirksamt Buchen den Bau eine Fotoateliers auf dem Grundstück der Schreinerei. Das eingeschossige Gebäude besaß große Glasfenster und teilweise ein Glasdach. Die Laborausrüstung stammte von der Firma A. Glock in Karlsruhe. Schon Ende 1894 wurde das Fotoatelier eröffnet, das 1897/1898 während des Militärdienstes von Karl Weiß vorübergehend geschlossen werden musste. Vater und Sohn firmierten gemeinsam unter dem Namen Karl Weiß & Sohn, Mechanische Schreinerei und Photo-Atelier, denn die Hauptarbeit des jungen Fotografen erfolgte vor allem an den Sonntagen, sodass er an den Werktagen weiterhin als Schreiner tätig sein konnte. Im Jahr 1907 legte er seine Meisterprüfung im Schreinerhandwerk bei der Handwerkskammer Mannheim ab. Ende des 19. Jahrhunderts begann Karl Weiß, in seinem eigenen Verlag Ansichtskarten herauszugeben, die er nach seinen eigenen Fotos zeichnete. Dies waren somit keine Fotokarten, sondern Karten mit Grafiken. Im Jahr 1904 heiratete er Anna Edelmann aus Buchen, die ab 1908 einen Kolonialwarenhandel in der Vorstadt betrieb. Mit diesen vielfältigen wirtschaftlichen Aktivitäten war die Existenzgrundlage der Familie Weiß mit ihren drei Kindern gesichert.
Nach dem Tod von Karl Weiß sen. im Jahr 1912 wurde die Fotografie zum Haupterwerbszweig. Karl Weiß jun. warb in Zeitungsanzeigen und Schaukästen für sein Fotoatelier. Die Kunden kamen häufig sonntags in sein Atelier, um sich fotografieren zu lassen, da sie an diesem Tag ihren Sonntagsstaat anhatten. Anlässe waren Hochzeiten, Erstkommunionfeiern, Konfirmationen u. a. Bei Gruppenaufnahmen von Vereinen, Schulklassen, Stammtischen u. a. konnten mehr Abzüge verkauft werden. Der Einzugsbereich des Fotoateliers umfasste neben der Stadt Buchen und den benachbarten Orten das Gebiet des hinteren Odenwalds bis Mudau sowie das Bauland bis Altheim. Erst in den 1920er Jahren erhielt Karl Weiß Konkurrenz durch den Fotografen Karl Müller, der in der Schützenstraße ein Fotoatelier eröffnete. Karl Weiß verpachtete wegen eines Augenleidens im Jahr 1938 sein Fotoatelier an den Konkurrenten Karl Müller. Um 1945 übernahm der Pächter Rudolf Graeske das Atelier, der es bis 1966 betrieb.
Die umfangreiche Negativsammlung wurde im Jahr 1979 von den Erben an das Bezirksmuseum Buchen übergeben.